# Robert Bolder
Robert Bolder (20 de julio de 1859-10 de diciembre de 1937) fue un actor inglés que trabajó durante la era de cine mudo. Apareció en 99 películas entre 1912 y 1936. Nació en Londres y murió en Los Ángeles, California. A principios del siglo XX, Bolder apareció en varias producciones de Broadway.

## Filmografía
- His Athletic Wife (1913)
- Madame Double X (1914)
- One Wonderful Night (1914)
- The Fable of the Busy Business Boy and the Droppers-In (1914)
- Ain't It the Truth (1915)
- His New Job (1915)
- Two Hearts That Beat as Ten (1915)
- The Nick of Time Baby (1916)
- On Trial (1917)
- Upstairs (1919)
- A Gentleman of Quality (1919)
- Burning Daylight (1920)
- The Beggar Prince (1920)
- The Girl in Number 29 (1920)
- Sick Abed (1920)
- The Furnace (1920)
- Her Beloved Villain (1920)
- Black Beauty (1921)
- Manslaughter (1922)
- Beyond the Rocks (1922)
- The Christian (1923)
- Grumpy (1923)
- The Sea Hawk (1924)
- The Dramatic Life of Abraham Lincoln (1924)
- Vanity's Price (1924)
- Captain Blood (1924)
- Blue Blood (1925)
- Raffles, the Amateur Cracksman (1925)
- Stella Maris (1925)
- Tarzan and the Golden Lion (1927)
- The Wise Wife (1927)
- A Single Man (1929)
- The Florodora Girl (1930)
- Charley's Aunt (1930)
- Grumpy (1930)
- New Adventures of Get Rich Quick Wallingford (1931)
- The Great Impersonation (1935)